# همستر کورپوریشن
همستر کورپوریشن (انگلیسی: Hamster Corporation) شرکت بازی ویدئویی ژاپنی است، که در سال ۱۹۹۹ تأسیس شد.